# シアード (リスボン)

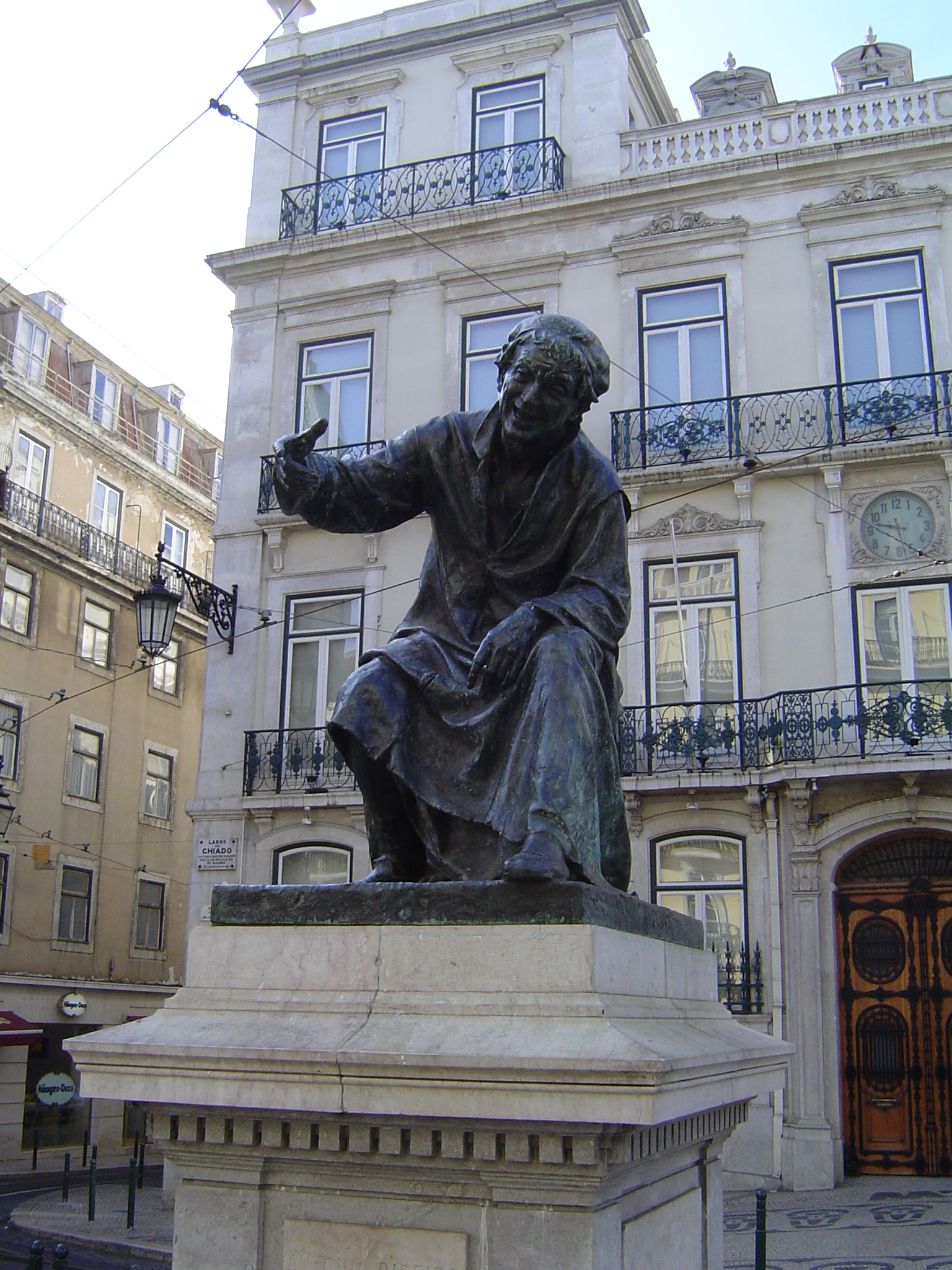
シアード広場にある詩人アントニオ・リベイロ像

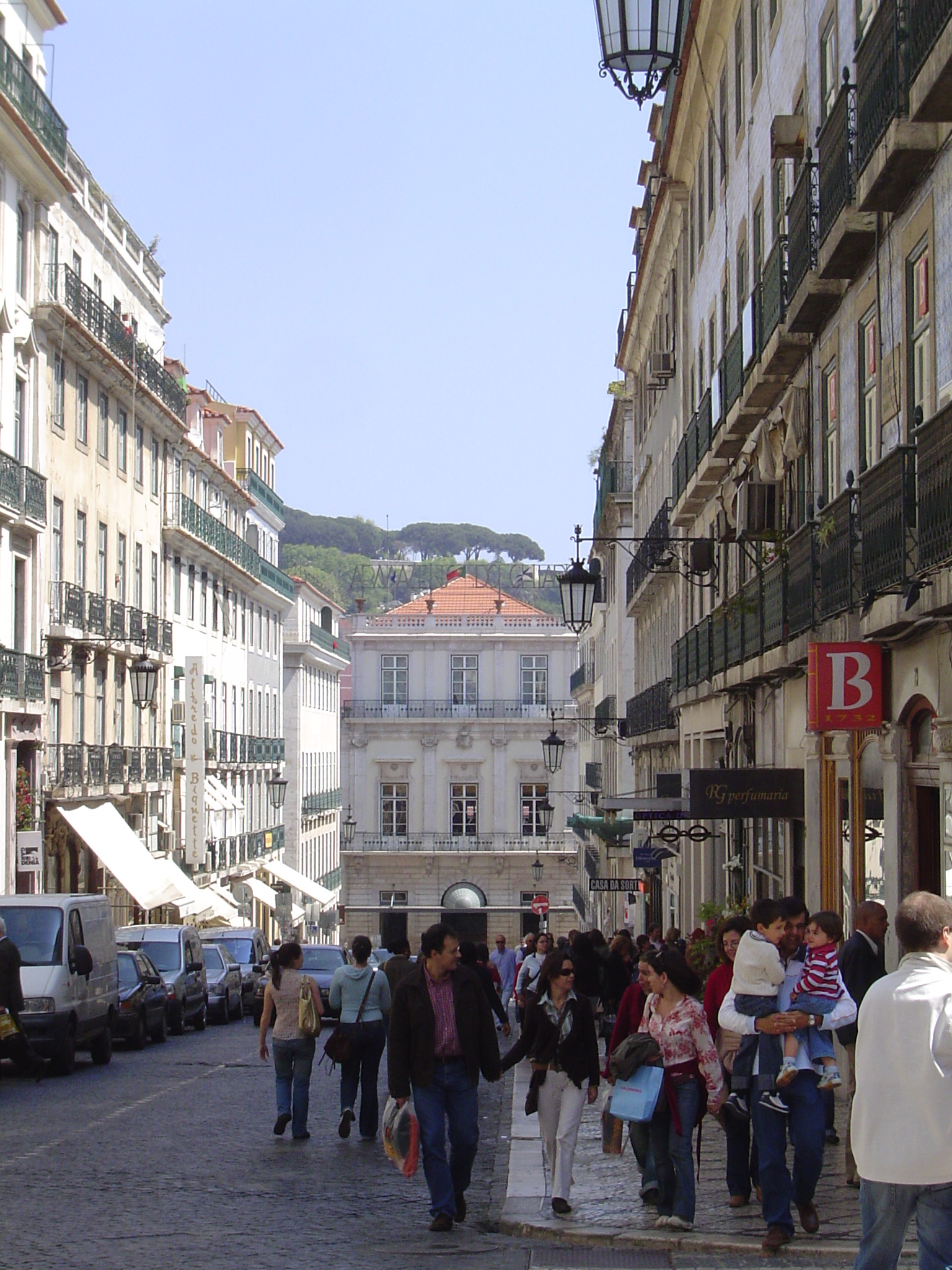
ガレット通り

シアード （Chiado）は、ポルトガル・リスボン市内の地区の一つ。バイロ・アルトとバイシャ・ポンバリーナに挟まれている。
シアードは、古い物と新しい物が入り交じった、昔からの商業地域である。旅行客と同じように、地元住民も一杯のコーヒーを求めて町へ出て、本や衣類を買う。重要な文化地区であり、美術館や劇場を抱える。著名な詩人フェルナンド・ペソアが常連客であったという老舗カフェ、『ア・ブラジレイラ』がある。
1988年、シアードは国中に衝撃を与えた火事でいくつもの建物を焼失した。10年以上の年月をかけた建築家アルヴァロ・シザの改修計画の結果、地区は復興を果たした。

## 由来
シアードの名が出たのは1567年頃である。名前は最初ガレット通りのことを指し、のちに一帯を表すようになった。エヴォラ出身の詩人でかつてシアードの住民であったアントニオ・リベイロ（1520年-1591年）が、地区を通称で『シアード』（靴のきゅっきゅっという音、の意）と呼んだのが元であると、広く知れ渡っている。コスタ・モラ制作のリベイロのブロンズ像が、シアード広場に1925年に建てられた。

## 歴史

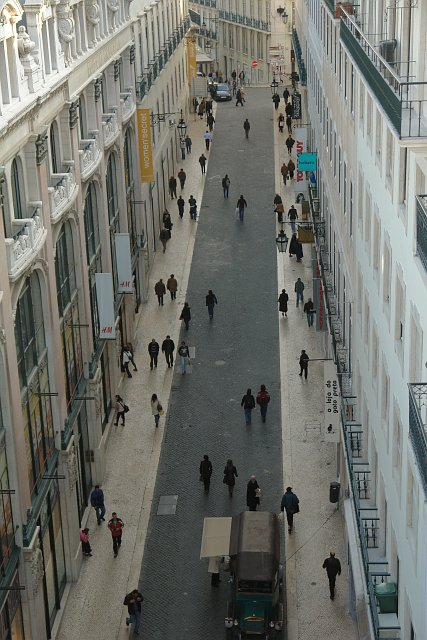
カルモ通り

少なくとも古代ローマ時代から、現在のシアードに人が定住していたといわれている。中世には農業目的の地区であり、1147年のリスボン包囲の間に北ヨーロッパからやってきた十字軍騎士たちが住み着いた。リスボンのレコンキスタが終了すると、いくつもの修道院が一帯に建てられた。サン・フランシスコ修道院（1217年）、エスピリト・サント・ダ・ペドレイラ修道院（1279年）、トリンダーデ修道院（1291年）、カルモ修道院（1398年）である。
1373年から1375年の間、フェルナンド1世治下に現在のシアード地区を取り巻く新たな城壁が築かれ、都市化と移住が進んだ。城壁の主要門ポルタス・デ・サンタ・カタリナは、シアード広場にあった。16世紀、シアードと城壁を挟み外の一帯が都市化した（現在のバイロ・アルト地区）。門と城壁は18世紀初頭に廃墟と化した。1755年のリスボン地震でシアード一帯は著しい被害を受け、多くの邸宅、教会、修道院が崩壊した。ポンバル侯指揮した復興計画により、シアードはバイシャ・ポンバリーナと新たな通りでつながり開けた地域となった。マルティレス教会、エンカルナサォン教会、イタリア人街にあるロレート教会らはロココ様式、バロック様式に立て替えられた。
18世紀と19世紀に、シアードに重要な商業施設が多く誕生し、地域は人気のある商業区域に生まれ変わった。そのうちいくつかは現在まで営業している。1747年創業のベルトランド書店、1888年創業のパリシュ・エン・リシュボア洋品店などである。1792年には、リスボンのオペラハウスといわれるサン・カルルシュ国立劇場が誕生し、文化の牽引役を担った（その他トリンダーデ劇場、サン・ルイス劇場は19世紀建設である）。かつてのカルモ修道院は建築美術館へ、かつてのサン・フランシスコ修道院は現在シアード美術館となっている。少なくとも1960年代まで、地区内のカフェや劇場は、貴族、芸術家、知識人の集う場所となっていた。現在は、美しい通りと広場、文化施設、カフェや店に惹かれた観光客に愛されている。

## シアード大火
1988年8月25日、カルモ通りで火事が起き、瞬く間にガレット通りや他の通りに引火し、シアード全体で18棟の建物を焼失した。死者2人、負傷者73人（うち60人が消防士）が出て、200人から300人の住民が焼け出された。歴史のある店のいくつかが焼失した。シアード大火は、1755年のリスボン大地震以来の大惨事として、リスボン市民を震え上がらせた。
シアード再生計画が建築家アルヴァロ・シザ指揮で行われ、地区はかつての栄光を取り戻した。建物が再建され、その内装も完全に復元された。